# Sphacelodes studiosa
Sphacelodes studiosa är en fjärilsart som beskrevs av Paul Dognin 1891. Sphacelodes studiosa ingår i släktet Sphacelodes och familjen mätare. Inga underarter finns listade i Catalogue of Life.